# جاوید شکری
جاوید شکری یک بازیکن فوتبال اهل ایران است.
وی همچنین در تیم ملی فوتبال ایران بازی کرده است.